# 글로우: 레슬링 여인 천하
《글로우: 레슬링 여인 천하》(영어: GLOW)는 미국의 코미디 드라마이다. GLOW라는 미국 여자 프로레슬링 협회의 이야기를 다룬 작품이다. 리즈 플러하이브와 칼리 멘시, 젠지 코언 등이 제작했고 앨리슨 브리, 베티 길핀, 시델 노엘, 브리트니 영, 마크 매런이 출연했다. 넷플릭스에서 2017년 첫 번째 시즌을 공개했다.

## 에피소드
| 시즌 | 편수 | 공개일          |
| ---- | ---- | --------------- |
| 1    | 10   | 2017년 6월 23일 |
| 2    | 10   | 2018년 6월 29일 |
| 3    | 10   | 2019년 8월 9일  |

## 출연진

### 주연
- 앨리슨 브리 - 루스 와일더 / 조야 더 디스트로이아
- 베티 길핀 - 데비 이건 / 리버티 벨
- 시델 노엘 - 체리 뱅 / 정크체인
- 브리트니 영 - 카먼 웨이드 / 마추 픽추
- 마크 매런 - 샘 실비아

### 조연
실제 프로레슬링 선수들이 단역과 카메오로 자주 출연한다.
- 재키 톤 - 멜러니 로즌 / 멜로즈
- 케이트 내시 - 론다 리처드슨 / 브리태니카
- 브릿 배런 - 저스틴 비아지 / 스캐브
- 크리스 로웰 - 서배스천 하워드 / 배시
- 바시르 살라후딘 - 키스 뱅
- 리치 서머 - 마크 이건
- 키미 게이트우드 - 스테이시 베즈윅 / 에설 로즌블랫
- 리베카 존슨 - 돈 리베카 / 에드나 로즌블랫
- 수니타 마니 - 아르티 쁘렘쿠마르 / 베이루트 더 매드 봄버
- 키아 스티븐스 - 태미 도슨 / 웰페어 퀸
- 게일 랭킨 - 실라 / 쉬 울프
- 엘런 웡 - 제니 셰이 / 포춘 쿠키
- 마리아나 팔카 - 레지 월시 / 비키 더 바이킹
- 앨릭스 리치 - 플로리안
- 존 모리슨 - 솔티 존슨 / 색
- 브로더스 클레이, 칼리 콜론, 조이 라이언, 앨릭스 라일리, 브룩 호건, 크리스토퍼 대니얼스, 프랭키 카자리안